# Liste der Baudenkmäler in Wettringen (Mittelfranken)
Auf dieser Seite sind die Baudenkmäler in der mittelfränkischen Gemeinde Wettringen zusammengestellt. Diese Tabelle ist eine Teilliste der Liste der Baudenkmäler in Bayern. Grundlage ist die Bayerische Denkmalliste, die auf Basis des Bayerischen Denkmalschutzgesetzes vom 1. Oktober 1973 erstmals erstellt wurde und seither durch das Bayerische Landesamt für Denkmalpflege geführt wird. Die folgenden Angaben ersetzen nicht die rechtsverbindliche Auskunft der Denkmalschutzbehörde.
 Diese Liste gibt den Fortschreibungsstand vom 8. Juli 2020 wieder und enthält 11 Baudenkmäler.

## Baudenkmäler nach Gemeindeteilen

### Wettringen
| Lage                       | Objekt                                                 | Beschreibung | Akten-Nr.    | Bild           |
| -------------------------- | ------------------------------------------------------ | --- | ------------ | -------------- |
| An der Kirche (Standort)   | Evangelisch-lutherische Pfarrkirche St. Peter und Paul | Chorturmkirche, Saalbau mit Fachwerkteilen im Obergeschoss mit ehemaligem Getreidespeicher, Rechteckchor im nicht eingezogenem Turm mit Geschossgesimsen, verzahnter Eckquaderung und Spitzhelm sowie mit Sakristeianbau nördlich am Turm, 1447 begonnen, Fachwerkobergeschoss 1545, Sakristeianbau wohl 18. Jahrhundert | D-5-71-222-1 | weitere Bilder |
| An der Kirche (Standort)   | Friedhofsmauer                                         | Bruchsteinmauer mit Hausteinelementen, im Kern spätmittelalterlich | D-5-71-222-1 | weitere Bilder |
| An der Kirche (Standort)   | Friedhofstor                                           | Mit Rundbogendurchgang in Haustein, „1688“ (bezeichnet) | D-5-71-222-1 | weitere Bilder |
| An der Kirche 3 (Standort) | Ehemaliges Schulhaus, jetzt Rathaus                    | Zweigeschossiger Walmdachbau mit hohem Sockelgeschoss auf winkligem Grundriss, „1812“ (bezeichnet), im 19./20. Jahrhundert nach Süden erweitert erweitert | D-5-71-222-2 | weitere Bilder |
| Schulstraße 6 (Standort)   | Wohnstallhaus                                          | Erdgeschossiger Satteldachbau in Fachwerk mit Dacherker, „1792“ (bezeichnet); Toreinfahrt, gefelderte Pfeiler, erste Hälfte 19. Jahrhundert | D-5-71-222-3 | weitere Bilder |
| Schulstraße 7 (Standort)   | Evangelisch-lutherisches Pfarrhaus                     | Zweigeschossiger Walmdachbau mit Gurtgesims und Hausteinelementen, „1809“ (bezeichnet) | D-5-71-222-4 | weitere Bilder |
| Schulstraße 14 (Standort)  | Ehemaliges Wohnstallhaus                               | Erdgeschossiger Satteldachbau mit Giebel und Dacherker in Fachwerk, Fachwerk letztes Viertel 17. Jahrhundert, im 19. Jahrhundert massiv untersetzt mit Hausteinelementen | D-5-71-222-5 | BW             |

### Obergailnau
| Lage                      | Objekt  | Beschreibung                                                                                          | Akten-Nr.     | Bild    |
| ------------------------- | ------- | --- | ------------- | ------- |
| Vorderer Grund (Standort) | Ruhbank | Zweite Hälfte 19. Jahrhundert, gestiftet für Kardinal Gustav Adolf Prinz zu Hohenlohe-Schillingsfürst | D-5-71-222-11 | Ruhbank |

### Taubermühle
| Lage                     | Objekt          | Beschreibung | Akten-Nr.    | Bild |
| ------------------------ | --------------- | --- | ------------ | ---- |
| Taubermühle 1 (Standort) | Ehemalige Mühle | Zweigeschossiger Mansardwalmdachbau in Fachwerk über massivem Erdgeschoss mit profiliertem Hausteinrahmen um die Tür, „1803“ (bezeichnet) | D-5-71-222-6 | BW   |

### Untergailnau
| Lage                                              | Objekt                                        | Beschreibung | Akten-Nr.     | Bild           |
| ------------------------------------------------- | --------------------------------------------- | --- | ------------- | -------------- |
| Untergailnau 71 (Standort)                        | Evangelisch-lutherische Pfarrkirche St. Alban | Saalbau mit Westturm mit Gurtgesimsen und Walmdach sowie mit Sakristeianbau im Osten, im Kern wohl 1392, Sakristeianbau 1707, im 19. Jahrhundert Kirchenschiff um die westliche Achse verlängert und Turmanbau; mit Ausstattung | D-5-71-222-7  | weitere Bilder |
| Untergailnau 71 (Standort)                        | Friedhofsmauer                                | Quadermauer, 19./20. Jahrhundert | D-5-71-222-7  | weitere Bilder |
| Von Wettringen nach Untergailnau (Standort)       | Steinkreuz                                    | Mit Inschrift, wohl „1673“ (bezeichnet) | D-5-71-222-8  | BW             |
| Wölfleins-u. Heinerberg, am Zehntberg (Standort)  | Wildbannstein                                 | 1543 | D-5-71-222-9  | BW             |
| Wölfleins-u. Heinerberg; im Staatswald (Standort) | Vier Grenz- oder Wildsteine                   | Bezeichnet mit „1671“ | D-5-71-222-10 | BW             |